# 2000年シドニーオリンピックのボクシング競技
2000年シドニーオリンピックのボクシング競技（2000ねんシドニーオリンピックのボクシングきょうぎ）は、2000年9月16日から10月1日までの競技日程で実施された。種目は男子のみ12階級で行われた。

## 競技結果
| 階級                          | 金                                                | 銀                                              | 銅                                          |
| ----------------------------- | ------------------------------------------------- | ----------------------------------------------- | ------------------------------------------- |
| ライトフライ級 （48kg）       | ブライム・アスロウム フランス (FRA)               | ラファエル・ロサノ スペイン (ESP)               | キム・ウンチョル 北朝鮮 (PRK)               |
| ライトフライ級 （48kg）       | ブライム・アスロウム フランス (FRA)               | ラファエル・ロサノ スペイン (ESP)               | マイクロ・ロメロ キューバ (CUB)             |
| フライ級 （51kg）             | ウィチャン・ポンリット タイ (THA)                 | ボラト・ジュマディロフ カザフスタン (KAZ)       | ウラジミール・シドレンコ ウクライナ (UKR)   |
| フライ級 （51kg）             | ウィチャン・ポンリット タイ (THA)                 | ボラト・ジュマディロフ カザフスタン (KAZ)       | ジェローム・トマ フランス (FRA)             |
| バンタム級 （54kg）           | ギレルモ・リゴンドウ キューバ (CUB)               | ライムクル・マラフベコフ ロシア (RUS)           | セルゲイ・ダニルチェンコ ウクライナ (UKR)   |
| バンタム級 （54kg）           | ギレルモ・リゴンドウ キューバ (CUB)               | ライムクル・マラフベコフ ロシア (RUS)           | クラレンス・ビンソン アメリカ合衆国 (USA)   |
| フェザー級 （57kg）           | ベクザット・サタルハノフ カザフスタン (KAZ)       | リカルド・ファレス アメリカ合衆国 (USA)         | カミル・ジャマルトジノフ ロシア (RUS)       |
| フェザー級 （57kg）           | ベクザット・サタルハノフ カザフスタン (KAZ)       | リカルド・ファレス アメリカ合衆国 (USA)         | タハ・タムサマニ モロッコ (MAR)             |
| ライト級 （60kg）             | マリオ・キンデラン キューバ (CUB)                 | アンドレイ・コテルニク ウクライナ (UKR)         | クリスチャン・ベハラノ メキシコ (MEX)       |
| ライト級 （60kg）             | マリオ・キンデラン キューバ (CUB)                 | アンドレイ・コテルニク ウクライナ (UKR)         | アレクサンドル・マレチン ロシア (RUS)       |
| ライトウェルター級 （63.5kg） | マハマカジス・アブドゥラエフ ウズベキスタン (UZB) | リカルド・ウィリアムズ アメリカ合衆国 (USA)     | モハメド・アラルー アルジェリア (ALG)       |
| ライトウェルター級 （63.5kg） | マハマカジス・アブドゥラエフ ウズベキスタン (UZB) | リカルド・ウィリアムズ アメリカ合衆国 (USA)     | ディオゲネス・ルナ キューバ (CUB)           |
| ウェルター級 （67kg）         | オレグ・サイトフ ロシア (RUS)                     | セルゲイ・ドトセンコ ウクライナ (UKR)           | ビタリ・グルサク モルドバ (MDA)             |
| ウェルター級 （67kg）         | オレグ・サイトフ ロシア (RUS)                     | セルゲイ・ドトセンコ ウクライナ (UKR)           | ドレル・シミオン ルーマニア (ROM)           |
| ライトミドル級 （71kg）       | イェルマハン・イブライモフ カザフスタン (KAZ)     | マリアン・シミオン ルーマニア (ROM)             | ジャーメイン・テイラー アメリカ合衆国 (USA) |
| ライトミドル級 （71kg）       | イェルマハン・イブライモフ カザフスタン (KAZ)     | マリアン・シミオン ルーマニア (ROM)             | ポーンチャイ・ソンブラン タイ (THA)         |
| ミドル級 （75kg）             | ホルヘ・グティエレス キューバ (CUB)               | ガイダルベク・ガイダルベコフ ロシア (RUS)       | ウガル・アレクペロフ アゼルバイジャン (AZE) |
| ミドル級 （75kg）             | ホルヘ・グティエレス キューバ (CUB)               | ガイダルベク・ガイダルベコフ ロシア (RUS)       | ゾルト・エルデイ ハンガリー (HUN)           |
| ライトヘビー級 （81kg）       | アレクサンドル・レブジアク ロシア (RUS)           | ルドルフ・クライ チェコ (CZE)                   | アンドリイ・フェドチュク ウクライナ (UKR)   |
| ライトヘビー級 （81kg）       | アレクサンドル・レブジアク ロシア (RUS)           | ルドルフ・クライ チェコ (CZE)                   | セルゲイ・ミハイロフ ウズベキスタン (UZB)   |
| ヘビー級 （91kg）             | フェリックス・サボン キューバ (CUB)               | スルタン・イブラギモフ ロシア (RUS)             | ウラジミール・チャントーリア グルジア (GEO) |
| ヘビー級 （91kg）             | フェリックス・サボン キューバ (CUB)               | スルタン・イブラギモフ ロシア (RUS)             | セバスチャン・コーベル ドイツ (GER)         |
| スーパーヘビー級 （91kg超）   | オードリー・ハリソン イギリス (GBR)               | ムハタルハン・ディルダベコフ カザフスタン (KAZ) | パオロ・ビドズ イタリア (ITA)               |
| スーパーヘビー級 （91kg超）   | オードリー・ハリソン イギリス (GBR)               | ムハタルハン・ディルダベコフ カザフスタン (KAZ) | ラスタム・サイドフ ウズベキスタン (UZB)     |

## 各国メダル数
| 順 | 国・地域               | 金 | 銀 | 銅 | 計 |
| -- | ---------------------- | -- | -- | -- | -- |
| 1  | キューバ (CUB)         | 4  | 0  | 2  | 6  |
| 2  | ロシア (RUS)           | 2  | 3  | 2  | 8  |
| 3  | カザフスタン (KAZ)     | 2  | 2  | 0  | 4  |
| 4  | ウズベキスタン (UZB)   | 1  | 0  | 2  | 3  |
| 5  | フランス (FRA)         | 1  | 0  | 1  | 2  |
| 5  | タイ (THA)             | 1  | 0  | 1  | 2  |
| 7  | ドイツ (GER)           | 1  | 0  | 0  | 0  |
| 8  | ウクライナ (UKR)       | 0  | 2  | 3  | 5  |
| 9  | アメリカ合衆国 (USA)   | 0  | 2  | 2  | 4  |
| 10 | ルーマニア (ROM)       | 0  | 1  | 1  | 2  |
| 11 | チェコ (CZE)           | 0  | 1  | 0  | 1  |
| 11 | スペイン (ESP)         | 0  | 1  | 0  | 1  |
| 12 | アルジェリア (ALG)     | 0  | 0  | 1  | 1  |
| 12 | アゼルバイジャン (AZE) | 0  | 0  | 1  | 1  |
| 12 | グルジア (GEO)         | 0  | 0  | 1  | 1  |
| 12 | ドイツ (GER)           | 0  | 0  | 1  | 1  |
| 12 | ハンガリー (HUN)       | 0  | 0  | 1  | 1  |
| 12 | イタリア (ITA)         | 0  | 0  | 1  | 1  |
| 12 | モロッコ (MAR)         | 0  | 0  | 1  | 1  |
| 12 | モルドバ (MDA)         | 0  | 0  | 1  | 1  |
| 12 | メキシコ (MEX)         | 0  | 0  | 1  | 1  |
| 12 | 北朝鮮 (PRK)           | 0  | 0  | 1  | 1  |